# Dalva Lazaroni
Dalva Lazaroni de Moraes (Itaperuna, 7 de novembro de 1945 — Rio de Janeiro, 4 de julho de 2016) foi uma advogada, professora, escritora e política brasileira. Era mãe do também político André Lazaroni.

## Biografia
Dalva foi autora dos livros Chiquinha Gonzaga: Sofri e chorei. Tive muito amor, Uma galinha Carioca da Gema e Quilombos e Tiradentes na Baixada Fluminense: Uma Homenagem a Solano Trindade.
Fundadora do PV. Foi eleita a primeira vereadora mulher da cidade de Duque de Caxias.
Em 1998, foi candidata ao Governo do Estado do Rio de Janeiro, tendo recebido apoio de Fernando Gabeira e Alfredo Sirkis em seu horário eleitoral gratuito, numa eleição que foi vencida por Anthony Garotinho em segundo turno.
Em 2004, foi candidata a vereadora, tendo sido eleita primeira suplente, atrás da vereadora Aspásia Camargo.
Em 2005 recebeu a Medalha Augusto dos Anjos da Assembleia Legislativa da Paraíba
Em 2011 se filiou ao Partido dos Trabalhadores (PT) de Duque de Caxias. Como membro do Partido dos Trabalhadores de Duque de Caxias, inaugurou a Escola de Formação Política Edinha Maia, com Biblioteca Pública, cursos diversos e exposições, dentre as quais se destacam: "Armanda Álvaro Alberto, 90 anos de educação no Brasil" e a história do negro na Baixada Fluminense.
Dedicada a causas ambientais e humanitárias, foi associada e Presidente 2016-2017 do Rotary Club de Duque de Caxias.
Em sua homenagem a Câmara Municipal de Duque de Caxias instituiu, pelo Decreto Legislativo 1.782, de 27 de maio de 2021, de autoria do Vereador Valdecy Nunes, a Medalha Dalva Lazaroni. 

## Morte
Dalva morreu em 4 de julho de 2016, aos 70 anos, em decorrência de um câncer, no apartamento onde morava, em Ipanema, na Zona Sul da cidade do Rio de Janeiro.

## Obras literárias
- Esboço histórico e Geográfico de Duque de Caxias - Editora Asgráfica, Duque de Caxias, 1978.
- O Nó laço abraço no traço de Barboza Leite, Editora Agora, Rio de Janeiro, 1988.
- Uma Avenida Chamada Brasil - CODEPOE, 1985
- Quilombos e Tiradentes na Baixada Fluminense - CODPOE, Rio de Janeiro, 1991.
- O Município de Duque de Caxias: sua terra, sua gente, sua economia - Ao Livro Técnico, Rio, 1990, 3v.
- A Baixada Fluminense nos Tempos do Cólera - CODPOE, Rio, 1991.
- Réquiem para a Floresta - Canção para Chico Mendes - Tricontinental Editora, Rio, 1992.[9]
- La Baixada Fluminense: una tragédia ambiental brasileña - Dos casos de contaminación ambiental ante las puertas de Rio de Janeiro. Congresso de AIDIS, Tricontinental, La Habana, Cuba, 1992.
- Uma galinha carioca da gema - Capa de Ziraldo e ilustrações de Netto. Tricontinental Editora, Rio, 1996.
- Urubu-rei do Brasil - Tricontinental, Rio, 1997.
- Chiquinha Gonzaga. Sofri, chorei. Tive muito amor - Editora Nova Fronteira, Rio.
- Arpad & Vieira: Retrato de um amor - peça de teatro escrita em parceria com o dramaturgo Domingos Oliveira, 2000.
- Ensaio geral da República - Rio, Tricontinental, 2000.
- Ordem, Progresso, Amor e Folia no milênio da fantasia - Autora do enredo da Escola de Samba Porto da Pedra, escola do grupo especial, em parceria com o carnavalesco Jaime Cezário, 2000.
- Goiás, um sonho de amor no coração do Brasil - Enredo da Escola de Samba Caprichosos de Pilares, escrito em parceria com Stephan Nercessian e Jaime Cezário, 2001.
- Chico Mendes, o coração do Brasil - Rio, Alerj, 2002.
- Mate com angu - a história de Armanda Álvaro Alberto, Editora Europa, 2010. O prefácio do livro é do Professor Arnaldo Niskier e o lançamento da obra foi na Academia Brasileira de Letras.